# Уайнн-Ли, Аманда
Ама́нда Бет Уайнн-Ли (англ. Amanda Beth Winn-Lee; 14 ноября 1972, Хьюстон, Техас, США) — американская актриса, кинорежиссёр, кинопродюсер, сценарист и певица.

## Биография
Аманда Бет Уайнн родилась 14 ноября 1972 года в Хьюстоне (штат Техас, США) в семье Роджера и Патришы Уайнн. С 22 июня 1997 года Аманда замужем за актёром Джейсоном Ли (род.1968). У супругов есть сын — Николас Ли (род. в ноябре 2004).

## Карьера
Аманда снимается в кино и озвучивает фильмы с 1991 года. Также Уайнн-Ли является кинорежиссёром, кинопродюсером, сценаристом и певицей.
В 2005—2008 года Аманда была менее активна в своей карьеры в связи с болезнью своего сына Николаса.